# Грин, Деррик
Деррик Леон Грин (англ. Derrick Leon Green, родился 20 января 1971 в Кливленде, США) — американский музыкант, фотограф, вокалист группы Sepultura.

## Биография

### Семья, детство
Деррик Леон Грин родился 20 января 1971 года в Кливленде. Отец Грина вырос в Атланте в бедной семье, где, помимо него, было ещё 10 сыновей и дочерей. Поэтому ему с самого детства пришлось работать на ферме. Мать Грина выросла в Кливленде и всегда хорошо училась, пытаясь получить приличное образование. Впоследствии она занялась пением, много путешествовала и выступала, пока не встретила будущего отца Деррика. Деррик Грин был самым младшим сыном в семье — на момент рождения его брату было 5, а его сестре 10 лет. Родители Грина были достаточно религиозными и в семье не приветствовались какие-либо проявления употребления алкоголя или курения. Много работая, они пытались устроить детей в хорошие школы и, когда Деррику исполнилось 7 лет, семья переехала в более престижный район, где можно было найти приличную школу. Посещать школу Грин не любил, а после окончания школы намеревался стать художником. Однако в 15 лет решил, что посвятит свою жизнь музыке, ввиду чего не пошёл в университет, а своё свободное время стал уделять именно ей.
После окончания школы работал охранником в ночном клубе. В то же время Грин пристрастился к марихуане, а также употреблял галлюциногенные грибы. Однако он всегда держался подальше от героина и кокаина. С переездом в Нью-Йорк Грин завязал как с наркотиками, так и с курением, алкоголем и, кроме этого, стал вегетарианцем.

## Музыкальная деятельность

### Детство, Outface
Грин начал заниматься музыкой с самого раннего детства, чему способствовала его мать — учитель музыки. Грин обучался игре на пианино, хотя и ненавидел это занятие. Ещё в период обучения в школе Деррик стал играть в группе Outface, из-за чего даже не смог присутствовать на торжественном вручении диплома об окончании школы, так как в этот день его группа давала концерт вместе с Fugazi.

### Приход в Sepultura
Sepultura нашла Грина через Roadrunner Records благодаря записям группы Outface, где в своё время пел Деррик.
Вот что говорит сам Деррик:

Сперва я подумал, что это какой-то розыгрыш. В то утро я пришёл домой, был пьян, ничего не помню, разделся и лег в горячую ванну. И тут вдруг звонок, — рассказывает Грин. — Об этом телефонном разговоре я вспомнил лишь через неделю, когда обнаружил в почтовом ящике письмо из Бразилии с приложенной к нему кассетой от представителя Sepultura в Америке
.
Они быстро нашли общий язык:

После ухода Макса из группы мы даже не знали, будем ли по-прежнему называться Sерultura, — повествует Игорь (Igor Cavalera). — И мы решили так: если наша музыка будет в корне отличаться от того, что мы делали раньше, то и название следует поменять. Но после того, как Деррик влился в наш коллектив, работа пошла как нельзя лучше, а время, проведенное в студии, напомнило те дни, когда ещё Макс был одним из нас. В итоге название осталось прежним. Грин вообще оказался классным парнем, таким же, как мы. Он слушает ту же музыку, любит футбол и даже болеет за «Палмейрас» — нашу любимую команду!
.
После того, как место у микрофонной стойки занял Грин, начали запись альбома.

### Musica Diablo
На 28 мая 2010 года запланирован релиз дебютного альбома группы из Сан-Пауло Musica Diablo, стороннего проекта Грина.

### Maximum Hedrum
5 марта 2013 года был выпущен дебютный альбом танцевального электронного проекта Maximum Hedrum, в котором помимо Грина (на вокале) задействованы продюсер Сэм Шпигель, барабанщик Beastie Boys, бас-гитарист The Eels.

## Взгляды
Как отмечает Грин, религия оказала на его жизнь безусловное влияние. Однако, хотя его родители были христианами, Деррик считает себя приверженцем индуизма и верит в реинкарнацию души.
Грин более 20 лет придерживается вегетарианства.

## Дискография
- Outface — Friendly Green (1992)
- Alpha Jerk — S/T (1996)
- Sepultura — Against (1998)
- Integrity 2000 — Integrity 2000 (1999)
- Biohazard — Uncivilization (2000)
- Sepultura — Nation (2001)
- Sepultura — Roorback (2003)
- Sepultura — Dante XXI (2006)
- Sepultura — A-Lex (2009)
- Música Diablo — S/T (2010)
- Sepultura — Kairos (2011)
- Maximum Hedrum — S/T (2013)
- Sepultura — The Mediator Between Head and Hands Must Be the Heart (2013)
- Sepultura — Machine Messiah (2017)
- Sepultura — Quadra (2020)